# Cytherea elegans
Cytherea elegans är en tvåvingeart som beskrevs av Paramonov 1930. Cytherea elegans ingår i släktet Cytherea och familjen svävflugor.
Artens utbredningsområde är Armenien. Inga underarter finns listade i Catalogue of Life.